# Радзуэлина, Андри
А́ндри Нири́на Радзуэ́лина (малаг. Andry Nirina Rajoelina ['andɾi ratʐ'welina]; род. 30 мая 1974) — государственный и политический деятель Мадагаскара. Президент Мадагаскара с 16 декабря 2023 года, ранее с 19 января 2019 по 10 сентября 2023 года. В 2009—2014 годах занимал специально созданную для него должность — Президент Высшей переходной администрации. В этот период являлся одним из самых молодых из действующих руководителей государств мира.

## Биография

### Ранняя жизнь
Родился в состоятельной семье. Его отец, Рожер Ив Радзуэлина (Roger Yves Rajoelina), был кадровым военным, служил во французской армии, а потом и в армии Мадагаскара, завершив карьеру в звании полковника, позднее работал управляющим мадагаскарского филиала французской нефтяной компании Total.
Получил частное домашнее школьное образование — его обучали приглашённые педагоги. В 1987 году он стал чемпионом Мадагаскара по карате среди юниоров. Не стал продолжать образование, сделав выбор в пользу карьеры шоу-мэна. Стал известным диджеем в Антананариву, в 1993 году (ему было 19 лет) он основал фирму «Шоу бизнес»; в 1998 году — фирму Injet, занимающуюся полиграфией и рекламой.

### Мэр Антананариву
Мэр Антананариву в декабре 2007 года — феврале 2009 года. C 2007 глава организованного им первоначально для выборов в мэры Антананариву движения «Молодые решительные малагасийцы» (малаг. Tanora malaGasy Vonona, TGV).

### Протесты 2008—2009 годов
Зимой 2008—2009 возглавил кампанию антиправительственных демонстраций. На митинге 30 января 2009 года, Радзуэлина заявил: «Поскольку президент и правительство не выполняет своих обязанностей, я официально заявляю, что с сегодняшнего дня принимаю на себя обязанность управлять делами страны». Предварительно он заручился поддержкой оппозиционных партий.

### Во главе государства (2009–2014)

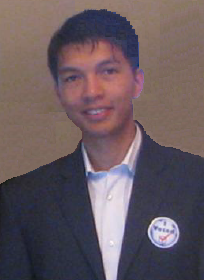
Радзуэлина в 2008 году.

В ходе противостояния с президентом заручился поддержкой военных. После бегства Равалумананы был приведен к присяге в качестве главы Временного правительства Мадагаскара 17 марта 2009 года. Однако правительство Радзуэлины не получило международного признания. Страна оказалась в изоляции, иностранная помощь, формирующая существенную часть социальных выплат, почти прекратилась. В марте 2010 года, к годовщине прихода Радзуэлины власти, Африканский союз ввёл персональные санкции в отношении него и других 108 членов Верховной переходной администрации, а также некоторых высокопоставленных военных и чиновников. Санкции включали в себя запрет на перемещения, замораживание активов, включая счета в иностранных банках и дипломатическую изоляцию.
17 ноября 2010 года военные во главе с полковником Шарлем Андрианасуавиной, бывшим соратником Радзуэлины, объявили о смещении Радзуэлины с поста главы государства и правительства, однако вскоре лидеры путчистов, засевшие в бункере одной из военных баз, сообщили о готовности сдаться официальным властям. Между тем, часть вооружённых путчистов отказалась сдаться и продолжила сопротивление, пока 20 ноября 2010 года бункер не был взят штурмом правительственными войсками Радзуэлины, путчистов арестовали, а участников митинга за отставку Радзуэлины разогнала полиция. Так попытка очередного государственного переворота на Мадагаскаре потерпела провал.
Также в ноябре 2010 года прошёл референдум: жители проголосовали «за» ряд изменений, согласно которым, в частности, президент Андри Радзуэлина должен сохранить свой пост до проведения новых выборов.

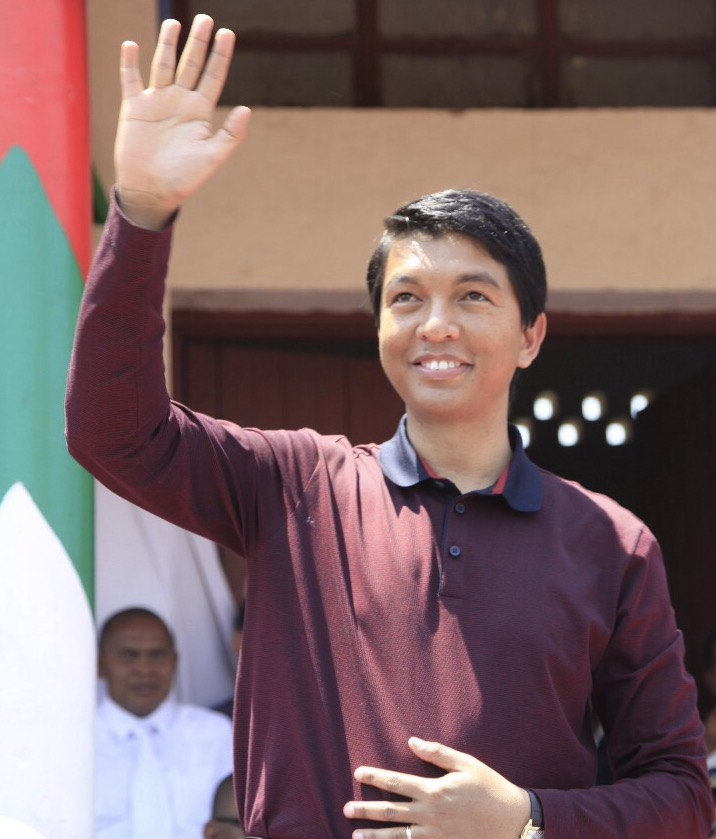
Радзуэлина в 2012 году.

Все годы нахождения у власти администрации Радзуэлины Мадагаскар находился в тяжелом экономическом кризисе. Если в 2008 году рост ВВП составлял около 7 %, то в кризисный 2009 год было падение (-3,7 %), а в 2010—2011 годах рост ВВП не превышал 0,5—0,7 %. Наиболее доходный сектор экономики — добывающая промышленность — лишилась иностранных инвестиций вследствие проблем с легитимностью режима; исключение составляли только китайские инвесторы и отдельные ближневосточные бизнесмены. За 2009 год вдвое сократились доходы от туризма, составлявшего важную часть несырьевого сектора экономики при Равалуманане. Закрылись многие предприятия легкой промышленности, ориентированные на экспорт.
В сентябре 2011 года 10 из 11 главных политических движений Мадагаскара подписали поэтапный план, регулирующий управление страной в переходный период. В рамках соглашения, в марте 2012 года была образована независимая избирательная комиссия, включающая представителей разных политических сил. Она наметила предварительную дату президентских выборов на ноябрь 2012 года. Также была объявлена всеобщая амнистия для участников политических столкновений. Тем не менее, выборы состоялись на год позже первоначально заявленной даты. К участию в выборах Радзуэлина допущен не был, как и остальные бывшие главы государства. В декабре 2013 года были проведены всеобщие выборы, по итогам которых 3 января новым президентом Мадагаскара был объявлен Эри Радзаунаримампианина, которого поддержал Радзуэлина.

### Президентские выборы 2018 года
Принял участие в выборах президента Мадагаскара в 2018 году. Занял первое место по итогам первого тура выборов, получив поддержку 39,19 % избирателей. Победу одержал и во втором туре, набрав 55,66 % голосов. По сообщениям СМИ, избирательная кампания как минимум 6-ти кандидатов в президенты проводилась на деньги России в обмен на заключение соглашения. Причем среди тех, кого поддерживала Россия, мог быть и избранный глава государства — Андри Радзуэлина.

### Президентство (2019–2023)

#### Голод 2021—2022 годов
В июне 2021 года из-за сильной засухи сотни тысяч человек (по некоторым оценкам, более одного миллиона человек) пострадали от отсутствия продовольствия на юге страны. Радзуэлина совместно с послом США в стране Майклом Пеллетье объявил о плане борьбы с голодом. Среди других мер Радзуэлина распорядился раздать бутановые газовые плиты для замены древесного угля в качестве альтернативы для людей в беднейших районах страны. Эта мера охватила в общей сложности 15 000 домохозяйств.
Радзуэлина пообещал расширить права и возможности женщин во время голода, заявив, что нынешний продовольственный кризис на Мадагаскаре является следствием климатического кризиса, от которого страдают малагасийцы и в котором «они не участвовали». Радзуэлина потребовал «радикальных и долгосрочных перемен» во время саммита Международной ассоциации развития в Кот-д’Ивуаре.

#### Заговор с целью убийства
22 июля 2021 года полиция объявила, что арестовала шесть человек, в том числе иностранных граждан, после нескольких месяцев расследования заговора с целью убийства Радзуэлины. Генпрокуратура предъявила им обвинения по разным статьям. На следующий день генеральный прокурор сообщил, что среди арестованных есть как минимум один гражданин Франции, и что он является бывшим военнослужащим французских вооружённых сил. Франция в ответ заявила, что они работают с консульской помощью на Мадагаскаре.

#### Французское гражданство
В июне 2023 года раскрытие французского гражданства Радзуэлины привело к открытию парламентского расследования, за которым последовал допрос в Высоком конституционном суде группы граждан малагасийской диаспоры во Франции.

#### Коррупционный скандал руководителя аппарата Радзуэлины
14 августа 2023 года руководитель аппарата президента Андри Радзуэлины Роми Вос Андрианарисоа была арестована в Лондоне по обвинению в коррупции связанной с лондонской горнодобывающей компанией. Через два дня она была уволена Радзуэлиной.

#### Отставка

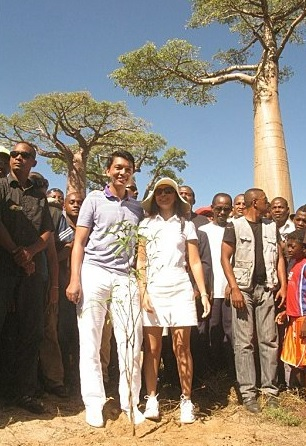
Радзуэлина со своей женой Миали в 2012 году.

Андри Радзуэлина ушёл в отставку 9 сентября 2023 года, чтобы иметь возможность вновь баллотироваться на пост президента, как того требует Конституция. Временно исполнять обязанности в таком случае должен был председатель Сената Эриманан Разафимахеф, но он отказался от этого по личным причинам. Таким образом, временное управление государством перешло в руки правительства Нтсая на коллегиальной основе. С 27 октября 2023 года Конституционным судом исполнять обязанности президента был назначен новый председатель Сената Ришар Равалуманана.

### Президентские выборы 2023 года
9 сентября 2023 года Андри Радзуэлина был зарегистрирован кандидатом на очередных президентских выборах, которые состоялись 16 ноября. На них Радзуэлина вновь одержал победу и был избран президентом. 16 декабря Радзуэлина торжественно принёс присягу в качестве президента Мадагаскара на стадионе «Махамасина» на фоне попытки оппозиции опротестовать результаты прошедших выборов. На его последнюю инаугурацию не пришли бывшие президенты Марк Равалуманана и Эри Радзаунаримампианина, бывшие на прошлой инаугурации.

## Личная жизнь
В 1994 году Радзуэлина встретил свою будущую супругу Миали Разакандису, которая тогда заканчивала последний год средней школы в Антананариву. Пара встречалась на расстоянии в течение шести лет, пока Миали училась на бакалавриате и магистратуре в области финансов и бухгалтерского учета в Париже. Они воссоединились на Мадагаскаре в 2000 году и в том же году поженились. 
В браке супругов родились двое мальчиков: Арена (2002 года рождения) и Илонстоа (2003 года рождения), а также дочь Илона (2005 года рождения).